# 新界西聯網

新界西聯網標誌

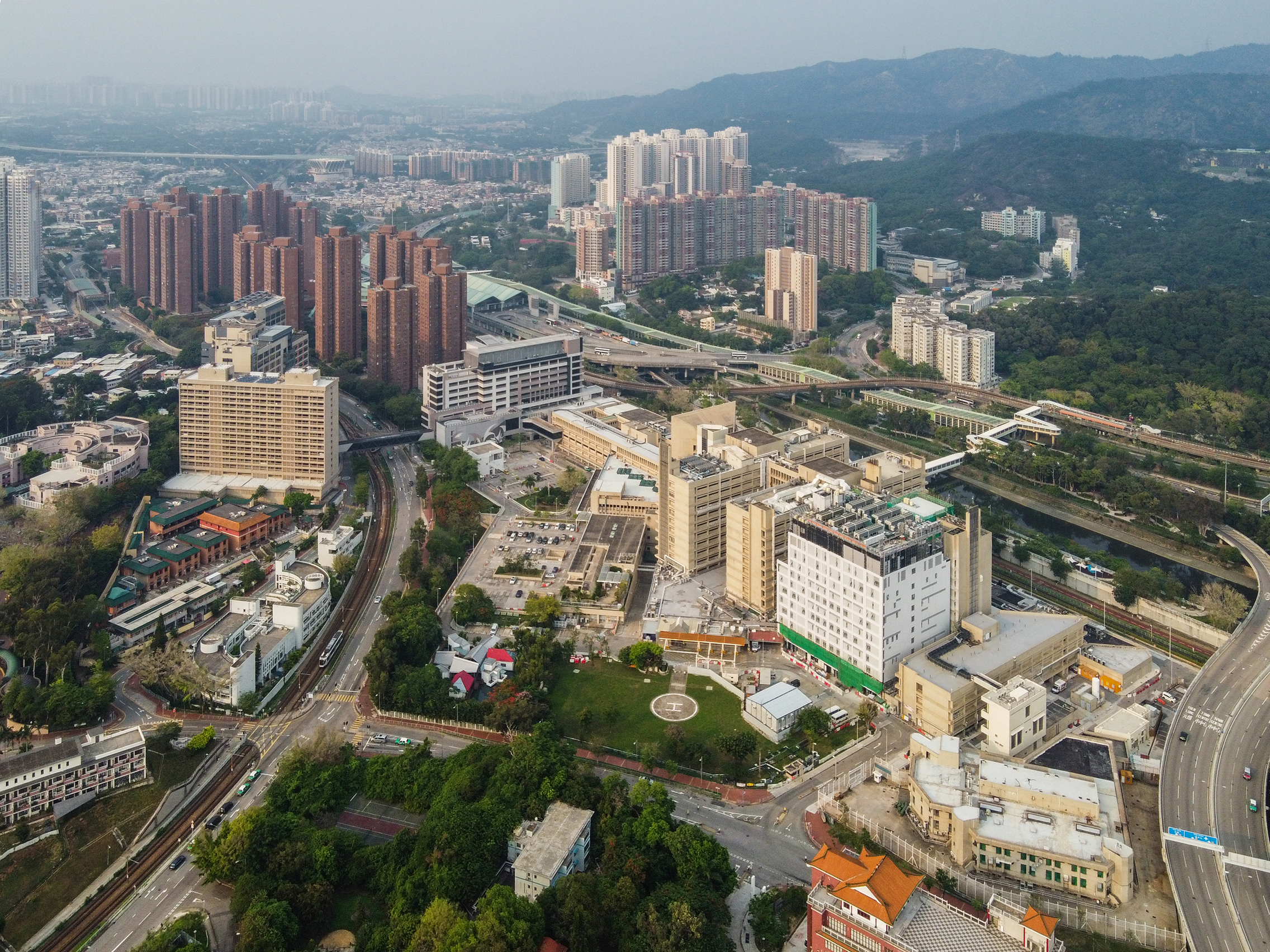
屯門醫院

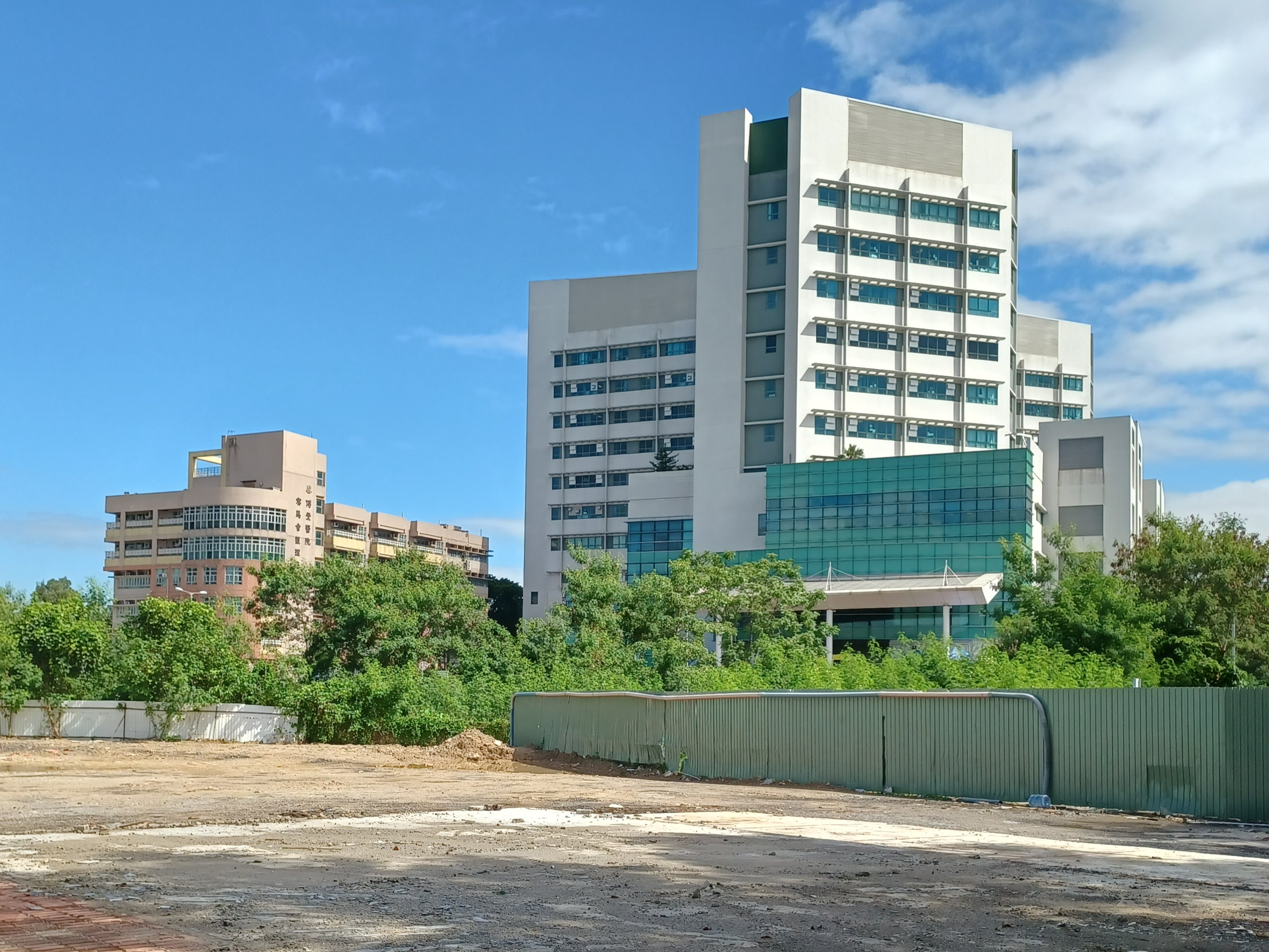
博愛醫院

新界西聯網（全稱新界西醫院聯網）是香港醫院管理局的地區性醫院聯網，於2002年10月1日成立，負責服務屯門區及元朗區約110萬人口；現任總監為王耀忠醫生。現任新界西醫院聯網（行政事務）總經理為林康維。

## 醫院
| 新界西聯網 新界東聯網 | 九龍西聯網 九龍中聯網 九龍東聯網 | 港島西聯網 港島東聯網 |

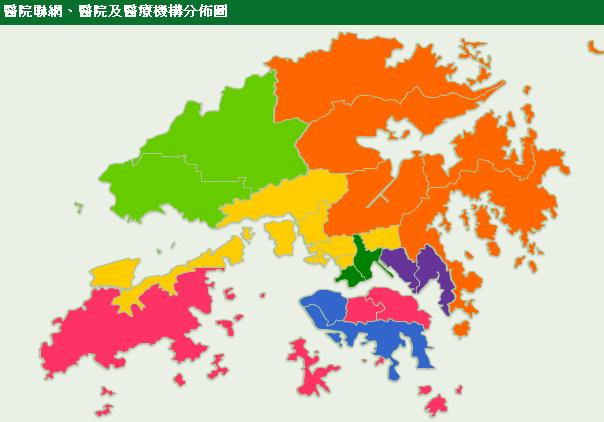
香港公立醫院聯網分佈圖
新界西聯網
新界東聯網
九龍西聯網
九龍中聯網
九龍東聯網
港島西聯網
港島東聯網

新界西聯網轄下有由5間醫院組成，其中3間設有急症服務的醫院。其他服務包括專科門診服務、延續護理、社區護理及精神健康服務等。

### 全科醫院
- 屯門醫院：地區性全科醫院，提供全面的急症、非住院及社區醫療服務。[4]
- 博愛醫院，小型社區醫院，提供急症服務、部份專科及非住院服務。[4]
- 天水圍醫院：小型社區醫院，急症及部份專科服務。[4]
- 洪水橋醫院：計劃中。

### 精神科醫院
- 小欖醫院：專為全港嚴重弱智成年病人而設的院舍。[4]
- 青山醫院：一間精神病專科醫院，提供全面的精神科服務，包括第四層法醫精神科服務。[4]

## 服務
新界西聯網共有3,905張病床，其中急症病床2,094張，為療養、復康及護養病床，135張寧養病床，1,176張精神科病床及500張弱智人士病床。

## 歷史
自博愛醫院重建期間，區內的急症服務集中由屯門醫院處理。在2007年第3季新界西聯網將於博愛醫院開設急症部服務，以往整個新界西聯網只得一間急症室的歲月成為歷史。但是新界西聯網逾百萬居民人口，每1,000名居民只獲分配1.63張病床及0.58名醫生，遠遠低於其他聯網。2011至12年度的病床住用率為89%。
現在博愛醫院只提供預約外科手術服務，每年轉介3,800名緊急外科病人到屯門醫院，大大增加屯門醫院外科的負擔，但其實博愛醫院的外科病床使用率只有65%。另外，青山醫院為精神專科醫院，小欖醫院則專為嚴重智障成年病人提供一般醫療、精神科治療及其他護理和治療，而青山醫院和小㰖醫院並未能可以提供全面醫療服務，新界西醫院只剩下屯門醫院和博愛醫院是提供部分全面醫療服務，新界西聯網的緊急外科手術幾乎僅靠屯門醫院一手包辦。